# مدرسه عالی موسیقی ایستمن
مدرسه عالی موسیقی ایستمن (انگلیسی: Eastman School of Music) یک مدرسهٔ جامع و حرفه‌ای موسیقی است که در روچستر، نیویورک واقع است.
این مدرسه عالی، در سال ۱۹۲۱ میلادی توسط کارآفرین و نیکوکارِ آمریکایی «جرج ایستمن» پایه‌گذاری شد و اکنون از زیرمجموعه‌های وابسته به دانشگاه روچستر محسوب می‌شود.
در این مدرسهٔ حرفه‌ای، دوره‌های کارشناسی، کارشناسی‌ارشد و دکترای بسیاری از شاخه‌های موسیقی ارائه می‌شود. در سال ۲۰۱۵ میلادی، این مجتمع آموزشی، حدود ۹۰۰ دانشجو در مقاطع مختلف داشت که ۲۵٪ آنان دانشجویان خارجی بودند.
همچنین همه‌ساله در حدود ۲۰۰۰ نفر برای ثبت‌نام در این مدرسه اقدام می‌کنند که مطابق آمار سال ۲۰۱۱ میلادی، احتمال قبولیِ درخواست‌شان، حدود ۱۳٪ است.
مدرسه عالی موسیقی ایستمن، یکی از معتبرترین مراکز آموزشی موسیقی در جهان است.